# NGC 3020
NGC 3020 (другие обозначения — UGC 5271, MCG 2-25-45, ZWG 63.82, IRAS09474+1302, PGC 28296) — спиральная галактика с перемычкой (SBc) в созвездии Льва. Открыта Уильямом Гершелем в 1784 году.
Галактика образует тройную систему c NGC 3024 и AGC 192239. Галактики NGC 3020 и 3024 расположены достаточно близко друг к другу и двигаются друг относительно друга в направлении, противоположном вращению обеих галактик. Плоскости дисков этих галактик практически совпадают друг с другом. Несмотря на то, что такое положение должно способствовать развитию приливных структур, в этой паре галактик практически не наблюдается следов приливного взаимодействия — видна лишь одна слабо заметная структура в NGC 3024, тянущаяся в направлении NGC 3020.
Этот объект входит в число перечисленных в оригинальной редакции «Нового общего каталога».